# Эгюзон-Шантом (кантон)
Эгюзо́н-Шанто́м (фр. Éguzon-Chantôme) — кантон во Франции, находится в регионе Центр. Департамент кантона — Эндр. Входит в состав округа Ла-Шатр.
Код INSEE кантона — 3611. Всего в кантон Эгюзон-Шантом входят 8 коммун, из них главной коммуной является Эгюзон-Шантом.

## Коммуны кантона
| Коммуна          | Население, чел | Почтовый индекс | Код INSEE |
| ---------------- | -------------- | --------------- | --------- |
| Бадекон-ле-Пен   | 729            | 36200           | 36158     |
| Базеж            | 315            | 36270           | 36012     |
| Барез            | 232            | 36270           | 36014     |
| Гаржилес-Дампьер | 325            | 36190           | 36081     |
| Кюзьён           | 461            | 36190           | 36062     |
| Поммье           | 270            | 36190           | 36160     |
| Сольмон          | 708            | 36200           | 36032     |
| Эгюзон-Шантом    | 1 411          | 36270           | 36070     |

## Население
Население кантона на 2007 год составляло 4 451 человек.
| 1962  | 1968  | 1975  | 1982  | 1990  | 1999  | 2006  | 2007  |
| ----- | ----- | ----- | ----- | ----- | ----- | ----- | ----- |
| 4 800 | 5 119 | 4 794 | 4 551 | 4 326 | 4 347 | 4 452 | 4 451 |